# Mistshenkoana kisarani
Mistshenkoana kisarani är en insektsart som beskrevs av Andrej Vasiljevitj Gorochov 2007. Mistshenkoana kisarani ingår i släktet Mistshenkoana och familjen syrsor. Inga underarter finns listade i Catalogue of Life.